# هیچم ماهو
هیچم ماهو (انگلیسی: Hicham Mahou؛ زادهٔ ۲ ژوئیهٔ ۱۹۹۹) بازیکن فوتبال اهل فرانسه است.
از باشگاه‌هایی که در آن بازی کرده‌است می‌توان به باشگاه فوتبال نیس اشاره کرد.
وی همچنین در تیم ملی فوتبال France U16 بازی کرده‌است.